# Journée de l'enfant africain

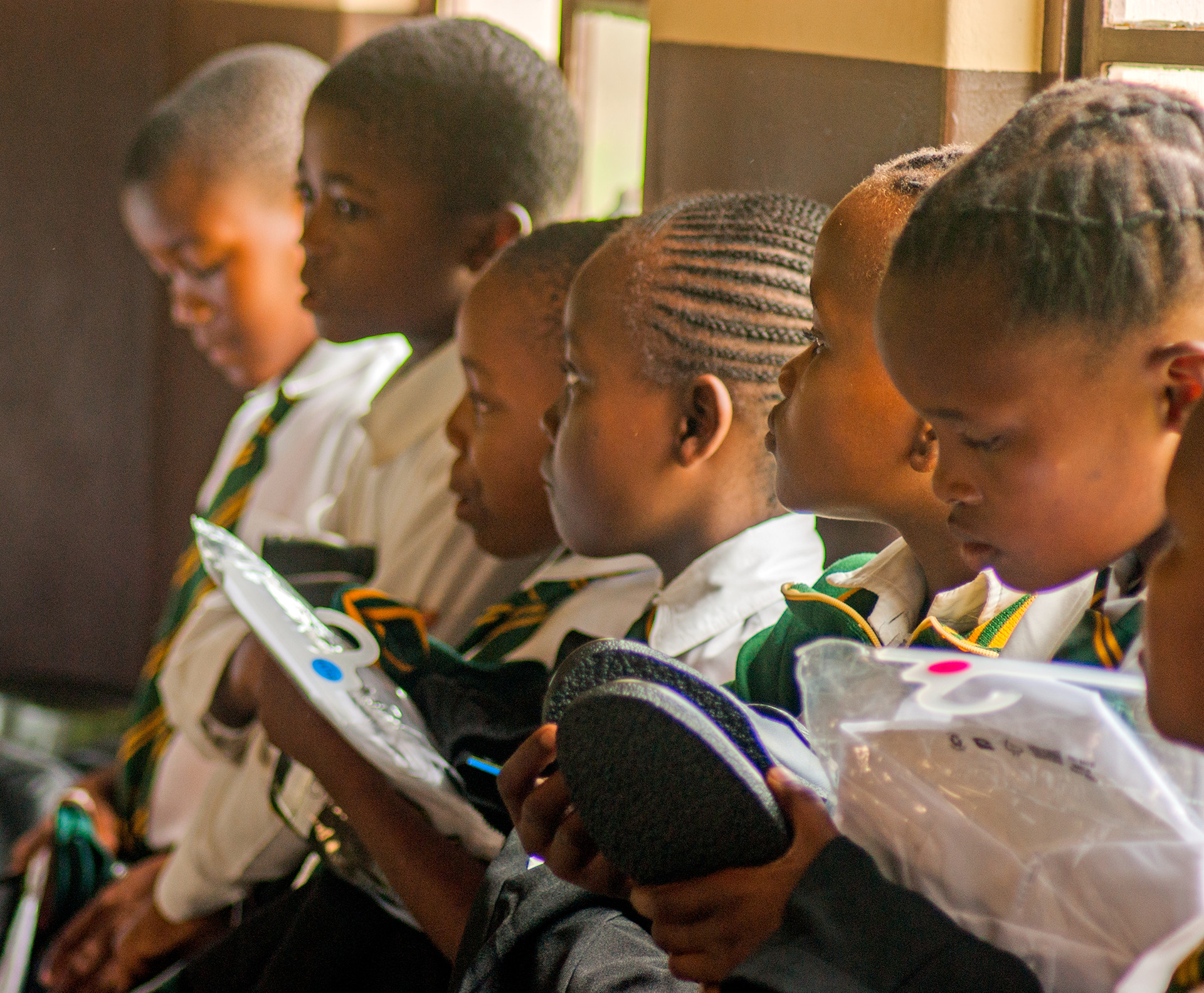
Écoliers sud-africains

La journée de l’enfant africain est une journée internationale organisée chaque année depuis le 16 juin 1991 par l'Organisation de l'unité africaine, en souvenir du massacre de centaines d’enfants lors d’une marche pour leurs droits à Soweto (Afrique du Sud) par le pouvoir de l’apartheid le 16 juin 1976.
Chaque année, la journée est organisée autour d’un thème :
- 2005 : les orphelins, une responsabilité collective[1].

- 2006 : Protéger les enfants contre la violence[2]

- 2007 : Lutte contre la traite des enfants[3]

- 2008 : La participation de l'enfant [4]

- 2009 : Une Afrique digne des Enfants : appel pour une action accélérée en vue de leur survie[5]
- 2014 : Une éducation de qualité, gratuite, obligatoire et adaptée pour tous les enfants en Afrique